# Ringer-Weltmeisterschaften 2006
Die Ringer-Weltmeisterschaften 2006 fanden vom 25. September bis zum 1. Oktober 2006 in Guangzhou statt. Es wurde sowohl im griechisch-römischen als auch im freien Stil gerungen. Die Ringer wurden in jeweils sieben Gewichtsklassen unterteilt. Insgesamt nahmen 435 Ringer, davon 220 im griechisch-römischen und 215 im Freistil, sowie 164 Ringerinnen teil.

## Deutsche Teilnehmer
Der DRB entsendete ein Aufgebot mit 16 Ringern, die folgende Platzierungen erreichten:
Griechisch-römisch:
- unter 60 kg: Heinz Marnette (9.),
- unter 66 kg: Marcus Thätner (20.),
- unter 74 kg: Konstantin Schneider (5.),
- unter 84 kg: Bernhard Mayr (24.),
- unter 120 kg: Ralf Böhringer (17.)

Freistil:
- unter 74 kg: Peter Weisenberger (33.),
- unter 84 kg: David Bichinashvili (9.),
- unter 96 kg: Stefan Kehrer (9.),
- unter 120 kg: Martin Siddiqui (19.)

Frauen:
- unter 48 kg: Alexandra Engelhardt (13.),
- unter 51 kg: Brigitte Wagner (5.),
- unter 55 kg: Jessica Bechtel (5.),
- unter 59 kg: Stefanie Stüber (8.),
- unter 63 kg: Stéphanie Groß (24.),
- unter 67 kg: Maria Müller (3.),
- unter 72 kg: Anita Schätzle (12.)

## Österreichische Teilnehmer
Der ÖRSV entsendete ein Aufgebot mit zwei Ringerinnen, die folgende Platzierungen erreichten:
Frauen:
- unter 59 kg: Birgit Stern (19.),
- unter 63 kg: Nikola Hartmann-Dünser (16.)

## Schweizer Teilnehmer
Der SARV entsendete ein Aufgebot mit fünf Ringern, die folgende Platzierungen erreichten:
Griechisch-römisch:
- unter 74 kg: Reto Bucher (11.)

Freistil:
- unter 66 kg: Gregory Sarassin (26.),
- unter 84 kg: Thomas Bucheli (Ringer) (23.),
- unter 120 kg: Naveen Singh Suhag (24.)

Frauen:
- unter 55 kg: Nadine Tokar (26.)

## Griechisch-römisch
Die Wettkämpfe im griechisch-römischen Stil fanden vom 25. bis zum 27. September 2006 statt.

### Medaillengewinner
| Klasse  | Gold                    | Silber               | Bronze                                    |
| ------- | ----------------------- | -------------------- | ----------------------------------------- |
| -55 kg  | Hamid Soryan Reihanpour | Rövşən Bayramov      | Lindsey Durlacher Park Eun-chul           |
| -60 kg  | Joseph Warren           | Dawit Bedinadse      | Wjatscheslaw Dschaste Bünyamin Emik       |
| -66 kg  | Li Yanyan               | Kanatbek Begalijew   | Sergei Kowalenko Justin Harry Lester      |
| -74 kg  | Wolodymyr Schazkych     | Marko Yli-Hannuksela | Manuchar Kwirkwelia Mark Overgaard Madsen |
| -84 kg  | Mohamad Abd El Fatah    | Nazmi Avluca         | Alexei Mischin Saman Tahmasebi            |
| -96 kg  | Heiki Nabi              | Marek Švec           | Kalojan Dintschew Hamza Yerlikaya         |
| -120 kg | Chassan Barojew         | Mijaín López         | Sjarhej Arzjuchin İsmail Güzel            |

### Medaillenspiegel
| Rang | Land                | Gold | Silber | Bronze |
| ---- | ------------------- | ---- | ------ | ------ |
| 1    | Russland            | 1    | 0      | 3      |
| 2    | Vereinigte Staaten  | 1    | 0      | 2      |
| 3    | Iran                | 1    | 0      | 1      |
| 4    | Ägypten             | 1    | 0      | 0      |
|      | Volksrepublik China | 1    | 0      | 0      |
|      | Estland             | 1    | 0      | 0      |
|      | Ukraine             | 1    | 0      | 0      |
| 8    | Türkei              | 0    | 1      | 3      |
| 9    | Georgien            | 0    | 1      | 1      |
| 10   | Aserbaidschan       | 0    | 1      | 0      |
|      | Finnland            | 0    | 1      | 0      |
|      | Kirgisistan         | 0    | 1      | 0      |
|      | Kuba                | 0    | 1      | 0      |
|      | Tschechien          | 0    | 1      | 0      |
| 15   | Bulgarien           | 0    | 0      | 1      |
|      | Dänemark            | 0    | 0      | 1      |
|      | Südkorea            | 0    | 0      | 1      |
|      | Belarus             | 0    | 0      | 1      |

## Freistil
Die Wettkämpfe im Freistil fanden vom 27. bis zum 29. September 2006 statt.

### Medaillengewinner
| Klasse  | Gold                  | Silber                    | Bronze                                  |
| ------- | --------------------- | ------------------------- | --------------------------------------- |
| -55 kg  | Radoslaw Welikow      | Bessik Kuduchow           | Namig Abdullajew Samuel Henson          |
| -60 kg  | Morad Mohammadi       | Mike Zadick               | Noriyuki Takatsuka Mawlet Batirow       |
| -66 kg  | Bill Zadick           | Otar Tuschischwili        | Geandry Garzón Caballero Andrij Stadnik |
| -74 kg  | Ibragim Aldatow       | Ali Bazri Ashgar          | Soslan Tigijew Don Pritzlaff            |
| -84 kg  | Saschid Saschidow     | Rewas Mindoraschwili      | Reza Yazdani Sajurbek Sochijew          |
| -96 kg  | Chadschimurad Gazalow | Giorgi Gogschelidse       | Michel Batista Ruslan Schejchau         |
| -120 kg | Artur Taymazov        | Kuramagomed Kuramagomedow | Fardin Masoumi Valadi Ruslan Bassijew   |

### Medaillenspiegel
| Rang | Land               | Gold | Silber | Bronze |
| ---- | ------------------ | ---- | ------ | ------ |
| 1    | Russland           | 2    | 2      | 1      |
| 2    | Iran               | 1    | 1      | 2      |
|      | Vereinigte Staaten | 1    | 1      | 2      |
| 4    | Usbekistan         | 1    | 0      | 2      |
| 5    | Ukraine            | 1    | 0      | 1      |
| 6    | Bulgarien          | 1    | 0      | 0      |
| 7    | Georgien           | 0    | 3      | 0      |
| 8    | Kuba               | 0    | 0      | 2      |
| 9    | Armenien           | 0    | 0      | 1      |
|      | Aserbaidschan      | 0    | 0      | 1      |
|      | Japan              | 0    | 0      | 1      |
|      | Belarus            | 0    | 0      | 1      |

## Frauen
Die Wettkämpfe der Frauen fanden vom 29. September bis zum 1. Oktober 2006 statt. Japan konnte in allen 7 Wettbewerben Athletinnen auf dem Podest feiern.

### Medaillengewinner
| Klasse | Gold            | Silber            | Bronze                                     |
| ------ | --------------- | ----------------- | ------------------------------------------ |
| -48 kg | Chiharu Ichō    | Ren Xuecheng      | Iwona Matkowska-Sadowska Francine De Paola |
| -51 kg | Hitomi Sakamoto | Lindsay Belisle   | Patricia Miranda Aljona Adaschinskaja      |
| -55 kg | Saori Yoshida   | Maryja Jahorawa   | Minerva Montero Perez Ida-Theres Nerell    |
| -59 kg | Ayako Shōda     | Su Lihui          | Alka Tomar Nataliya Sinişin                |
| -63 kg | Kaori Ichō      | Xu Haiyan         | Monika Ewa Michalik Helena Allandi         |
| -67 kg | Jing Ruixue     | Martine Dugrenier | Maria Müller Eri Sakamoto                  |
| -72 kg | Stanka Slatewa  | Kyōko Hamaguchi   | Jelena Perepelkina Kristie Marano          |

### Medaillenspiegel
| Rang | Land                | Gold | Silber | Bronze |
| ---- | ------------------- | ---- | ------ | ------ |
| 1    | Japan               | 5    | 1      | 1      |
| 2    | Volksrepublik China | 1    | 3      | 0      |
| 3    | Bulgarien           | 1    | 0      | 0      |
| 4    | Kanada              | 0    | 2      | 0      |
| 5    | Belarus             | 0    | 1      | 0      |
| 6    | Polen               | 0    | 0      | 2      |
|      | Russland            | 0    | 0      | 2      |
|      | Schweden            | 0    | 0      | 2      |
|      | Vereinigte Staaten  | 0    | 0      | 2      |
| 10   | Deutschland         | 0    | 0      | 1      |
|      | Indien              | 0    | 0      | 1      |
|      | Italien             | 0    | 0      | 1      |
|      | Spanien             | 0    | 0      | 1      |
|      | Ukraine             | 0    | 0      | 1      |